# Linea Blu (metropolitana di Stoccolma)
La linea Blu (in svedese: Blå linjen) è una delle tre linee della metropolitana di Stoccolma a servizio della città di Stoccolma, in Svezia. Si suddivide a sua volta nelle sezioni T10 e T11.

## Storia
Il primo tratto del percorso è ufficialmente operativo a partire dal 31 agosto 1975, con l'apertura del tratto che andava da T-Centralen a Hjulsta seppur con un percorso diverso da quello odierno (si transitava infatti da Hallonbergen, stazione che oggi è situata sul ramo per Akalla).
A partire dal 1985 è operativo il percorso attuale, che dal capolinea occidentale di Kungsträdgården raggiunge la stazione di Västra skogen per poi dividersi nelle due ramificazioni T10 e T11.
Nel corso degli anni sono state aperte le seguenti estensioni:
- 1975: T-Centralen - Hjulsta (passando per Hallonbergen - Rinkeby)
- 1977: Hallonbergen - Akalla
- 1977: T-Centralen - Kungsträdgården
- 1985: Västra skogen - Rinkeby

Oggi la linea blu viene utilizzata mediamente da 171.000 passeggeri nei giorni lavorativi, per un totale stimato di 55 milioni di transiti all'anno.

## Tracciato
Comprende 20 stazioni, di cui 19 sotterranee e una elevata in superficie (quella di Kista).

### Percorsi e stazioni
| Linea | Tratta                    | Tempo viaggio | Lunghezza | Stazioni |
| ----- | ------------------------- | ------------- | --------- | -------- |
| T10   | Kungsträdgården – Hjulsta | 23 minuti     | 15,1 km   | 14       |
| T11   | Kungsträdgården – Akalla  | 22 minuti     | 15,6 km   | 12       |